# 冯军 (1963年)
冯军（1963年9月9日—），湖北省随州市人，中国人民大学法学院教授、中华人民共和国刑法学家。

## 人物经历
1984年本科毕业于湖北财经学院法律系，1987年硕士毕业于中南政法学院法律系，1994年博士毕业于中国人民大学法学院。2002年7月至2004年8月以洪堡学者身份在德国从事学术研究；先后留学日本爱知大学法学院、早稻田大学法学院、德国波恩大学法学院法哲学研究所。2003年被评为教授，2005年担任博士生导师。现任教育部人文社会科学研究基地、中国人民大学刑事法律科学研究中心副主任，中国人民大学刑事法律科学研究中心外国刑法研究所所长。兼任中日刑事法研究中心秘书长，北京市密云县人民检察院副检察长。

## 著作
- 《犯罪论的基本问题》（译著），中国政法大学出版社1993年版；
- 《刑事责任论》（独著），法律出版社1996年版；
- 《行为 责任 刑法》（译著），中国政法大学出版社1997年版；
- 《日本刑事法学者（上、下）》（合著），法律出版社1999年版；
- 《外国刑法原理（大陆法系）》（合著），中国人民大学出版社2000年版；
- 《德国刑法典》（译著），中国政法大学出版社2000年版；
- 《规范 人格体 社会》（译著），法律出版社2001年版；
- 《刑法概说（总论）》（译著），中国人民大学出版社2003年版；
- 《刑法概说（各论）》（译著），中国人民大学出版社2003年版；
- 《中国刑法解释》，中国社会科学出版社2005年版；
- 《外国刑法各论（大陆法系）》（合著），中国人民大学出版社2006年版。
- 《刑法问题的规范理解》（独著）， 北京大学出版社2009-11出版。
- 《刑事责任论》（译著），中国人民大学出版社2009-01出版。
- 《共犯体系和共犯理论》（译著），中国人民大学出版社2010-12出版。
- 《人格体 主体 公民:刑罚的合法性研究》（译著），中国人民大学出版社 2011-12出版。